# Allgäuer Hochalpen
Allgäuer Hochalpen este o arie protejată (arie specială de conservare — SAC, sit de importanță comunitară — SCI) din Germania întinsă pe o suprafață de 21.222,9 ha, integral pe uscat.

## Localizare
Centrul sitului Allgäuer Hochalpen este situat la coordonatele 47°23′20″N 10°19′21″E / 47.3889°N 10.3225°E.

## Înființare
Situl Allgäuer Hochalpen a fost declarat sit de importanță comunitară în martie 2001 pentru a proteja 5 specii de plante și 12 specii de animale. Situl a fost protejat și ca arie specială de conservare în aprilie 2016.

## Biodiversitate
Situată în ecoregiunea alpină, aria protejată conține 30 de habitate naturale: Ape puternic oligomezotrofe cu vegetație bentonică cu Chara spp., Râuri de munte și vegetația erbacee de pe malurile acestora, Râuri de munte și vegetația lor lemnoasă cu Salix elaeagnos, Pajiști alpine și boreale, Tufărișuri cu Pinus mugo și Rhododendron hirsutum (Mugo-Rhododendretum hirsuti), Tufărișuri subarctice cu Salix spp., Pajiști boreale și alpine pe substrat silicios, Pajiști alpine și subalpine calcaroase, Pajiști uscate seminaturale și facies de acoperire cu tufișuri pe substraturi calcaroase (Festuco-Brometalia) (* situri importante pentru orhidee), Pajiști uscate seminaturale și facies de acoperire cu tufișuri pe substraturi calcaroase (Festuco-Brometalia) (* situri importante pentru orhidee), Formațiuni ierboase bogate în specii de Nardus, dezvoltate pe substraturi silicioase în zone montane (și în zone submontane, în Europa continentală), Liziere de ierburi înalte hidrofile de câmpie și de nivel montan până la alpin, Fânețe montane, Turbării active, Mlaștini turboase de tranziție și turbării mișcătoare, Depresiuni pe substraturi de turbă de Rhynchosporion, Izvoare petrifiante cu formare de travertin (Cratoneurion), Mlaștini alcaline, Formațiuni pioniere alpine de Caricion bicoloris-atrofuscae, Grohotișuri silicioase de la nivelul montan până la nivelul zăpezii (Androsacetalia alpinae și Galeopsietalia ladani), Grohotișuri calcaroase și de șisturi calcaroase de la nivelul montan până la nivelul alpin (Thlaspietea rotundifolii), Pante stâncoase calcaroase cu vegetație casmofită, Pante stâncoase silicioase cu vegetație casmofită, Peșteri inaccesibile publicului, Păduri de fag Asperulo-Fagetum, Păduri de fag subalpine medio-europene cu Acer și Rumex arifolius, Păduri pe pante, grohotișuri și ravene de Tilio-Acerion, Mlaștini împădurite, Păduri aluvionare cu Alnus glutinosa și Fraxinus excelsior (Alno-Padion, Alnion incanae, Salicion albae), Păduri acidofile de Picea de la nivel montan la nivel alpin (Vaccinio-Piceetea).
La baza desemnării sitului se află mai multe specii protejate:
- plante (5): Buxbaumia viridis, papucul doamnei (Cypripedium calceolus), mușchi (Dicranum viride), Distichophyllum carinatum, Hamatocaulis vernicosus
- păsări (11): minunița (Aegolius funereus), acvilă de munte (Aquila chrysaetos), buha (Bubo bubo), ciocănitoare cu spate alb (Dendrocopos leucotos), ciocănitoare neagră (Dryocopus martius), Falco peregrinus peregrinus, muscar (Ficedula parva), ciocănitoare de munte (Picoides tridactylus), ciocănitoare verzuie (Picus canus), cocoșul de mesteacăn (Tetrao tetrix tetrix),  cocoș de munte (Tetrao urogallus)
- nevertebrate (1): fluturele auriu (Euphydryas aurinia)

Pe lângă speciile protejate, pe teritoriul sitului au mai fost identificate 1 specie de nevertebrate.